# مارتينا ويل
مارتينا ويل ريستريبو (من مواليد 12 يوليو 1999) هي لاعبة ألعاب قوى تشيلية في سباقات المضمار والميدان وتتنافس كعداءة سريعة. وهي صاحبة الرقم القياسي الوطني التشيلية لمسافة 400 متر. أصبح بطلة تشيلي الوطنية تحت 20 عامًا في سباق 100 متر و سباق 200 متر بعمر 18 عامًا. وفي دورة الألعاب الأمريكية للشباب، في كالي عام 2021، احتلت المركز الثاني في سباق 400 متر بزمن قدره 52.35 خلف العداءة فيورداليزا كوفيل.
في مايو 2023، حطمت الرقم القياسي الوطني التشيلي في سباق 400 متر، ثم شرع في خفضه مرتين أخريين قبل أن تسجل 51.07 في حدث الدوري الماسي في سيليزيا، بولندا في يوليو 2023. في نوفمبر 2023، فازت بميدالية ذهبية في سباق 400 متر في الألعاب الأمريكية في سانتياغو، تشيلي، بعد 32 عامًا من حصول والدتها على الميدالية الفضية. في نفس البطولات كانت جزءًا من الفريق التشيلي الذي سجل رقمًا قياسيًا وطنيًا جديدًا في سباق 4 × 100 متر تتابع للسيدات لتحصل على الميدالية الفضية. في يوليو 2024، خفضت رقمها القياسي الوطني في سباق 400 متر إلى 51.05 ثانية في هينجيلو.